# Savin Hill
Savin Hill is het debuutalbum van de Amerikaanse punkband Street Dogs. Het album is vernoemd naar een gebied in Boston, Massachusetts. Het album bevat twee covers, namelijk "The Pilgrim: Chapter 33" van Kris Kristofferson en "Borstal Breakout" van Sham 69.

## Nummers
1. "Savin Hill" - 3:24
2. "Cutdown on the 12th" - 2:36
3. "Star" - 2:37
4. "Fighter" - 3:04
5. "The Pilgrim: Chapter 33" - 2:17
6. "Justifiable Fisticuffs" - 3:22
7. "Stand Up" - 2:21
8. "When It Ends" - 2:56
9. "Don't Preach to Me" - 2:12
10. "2 Bottles" - 1:54
11. "Declaration" - 2:21
12. "Jakes" - 2:45
13. "Last Call" - 3:08
14. "Borstal Breakout" - 2:00
15. "Modern Day Labor Anthem" - 4:09
16. "Locked & Loaded" (bonustrack voor vinyl exemplaren van het album)